# Departamentul Estelí
Departamentul Estelí este una dintre cele 17  unități administrativ-teritoriale de gradul I  ale statului  Nicaragua. Are o populație de 201.548 locuitori (2005). Reședința sa este orașul Estelí.